# Pogranicze (film)
Pogranicze (ang. Linewatch) – amerykański thriller z 2008 roku w reżyserii Kevina Braya. Wyprodukowany przez Sony Pictures Entertainment.

## Opis fabuły
Michael Dixon (Cuba Gooding Jr.) pracuje jako agent służby celnej na pograniczu USA i Meksyku. Przed laty mężczyzna należał do narkotykowego gangu. Teraz bandyci grożą jego rodzinie. By chronić żonę i córkę, Dixon zgadza się pomóc bossowi mafii w przewiezieniu przez granicę dużej partii narkotyków.

## Obsada
- Cuba Gooding Jr. jako Michael Dixon
- Sharon Leal jako Angela Dixon
- Deja Warrior jako Emily Dixon
- Omar Paz Trujillo jako Luis DeSanto
- Chris Browning jako Ron Spencer
- Malieek Straughter jako Cook
- Omari Hardwick jako Kimo

i inni.